# الزینه
الزینه (به عربی: الزینة) یک روستا در سوریه است که در ناحیه مرکزی مصیاف واقع شده‌است. الزینه ۹۸۳ نفر جمعیت دارد.